# Kaltwasser (Eibenlaine)
Die oder das Kaltwasser ist ein rechter Nebenfluss der Eibenlaine in Oberbayern.
Sie entsteht nördlich des Rißer Hochkopfes. Nachdem sie weitere Gräben aufgenommen hat, mündet sie nach kurzem Lauf in einer Schlucht von rechts beim Turm in die Eibenlaine.